# 키슈페슈트
부다페스트 19구(헝가리어: Budapest XIX. kerülete), 키슈페슈트(헝가리어: Kispest)는 헝가리 부다페스트를 구성하는 23개의 구 중 하나다.